# Andrei Iwanowitsch Letkow
Andrei Iwanowitsch Letkow (russisch Андрей Иванович Летков; * 13. Dezemberjul. / 26. Dezember 1903greg. in Oserki, Gouvernement Saratow; † 16. Januar 1942 in Bolschoi Kujasch, Oblast Tscheljabinsk) war ein sowjetischer Politiker. Er war Volkskommissar (Minister) für Kraftwerke der UdSSR.

## Leben
Letkow, Sohn eines Angestellten, arbeitete ab 1917 als Gärtner und Landarbeiter im Gouvernement Saratow. Von 1922 bis 1924 besuchte er in die Arbeiterfakultät (RabFak) in Zarizyn, von 1924 bis 1926 das Landwirtschaftliche Institut in Saratow. 1923 trat er dem Komsomol bei. Von Oktober 1926 bis 1930 studierte er an der Fakultät für Elektrotechnik des Moskauer Instituts für Volkswirtschaft „G. W. Plechanow“. Seit August 1930 war Letkow Mitglied der KPdSU.
Von März 1930 bis Oktober 1933 war er Vorarbeiter im Kraftwerk von Schatursk bei Moskau, dann von Oktober 1933 Vorarbeiter, ab November 1936 Chefingenieur im Kraftwerk Kaschirsk. Von November 1937 bis Februar 1939 wirkte er als Direktor der Dneproenergo (Днепроэнерго) in Saporischschja. Ab Februar 1939 leitete er die Abteilung Elektrotechnik für die südlichen Gebiete im Volkskommissariat für Kraftwerke und Elektroindustrie. Ab April 1939 war er stellvertretender Volkskommissar für Kraftwerke und Elektroindustrie. Nach Aufspaltung des Volkskommissariats für Kraftwerke und Elektroindustrie in zwei unabhängige Volkskommissariate war Letkow vom 17. April 1940 bis zu seinem Tode Volkskommissar für Kraftwerke. Nach dem Überfall Hitlerdeutschlands auf die Sowjetunion wurde das von Letkow geleitete Volkskommissariat im Juni 1941 von Moskau nach Tscheljabinsk evakuiert.
Letkow starb an den Folgen eines Herzinfarkts.

## Auszeichnungen
- Lenin-Orden